# Георгіївська церква (Сіянці)
Церква Святого Георгія — чинна дерев'яна церква, пам'ятка архітектури національного значення у с.Сіянці на Рівненщині. Парафія належить до Рівненської єпархії Української Православної Церкви.

## Історія
Церква Святого Георгія побудована у 1743 року на кошти парафіян.

## Архітектура
Церква дерев'яна, двоверха, тризрубна з прибудованою з заходу дзвіницею. Була суттєво перебудована у 1888 році — прибудовано нову триярусну дзвіницю. При цьому верх над бабинцем був розібраний (схожа перебудова була здійснена на церкві сусіднього Милятина). Нині церква складається з квадратної нави, прямокутного бабинця та шестикутної в плані абсиди. Нава та абсида мають двозаломний перехід до восьмигранних барабанів, в кожному з яких влаштовано по два невеликих вікна. Обидві бані мають бароковий профіль і завершуються «сліпими» ліхтарями з цибулястими маківками.
Триярусна дзвіниця прибудована по типу «восьмерик на двох  четвериках». До північної стіни нави прибудовано окремий притвор зі входом, до південної стіни абсиди – невелике приміщення ризниці, а до головного входу – ще один притвор, очевидно пізнішого походження. Зовнішні стіни церкви мають вертикальне шалювання з дощок та нащільників. Під карнизами стін влаштовані традиційні декоративні пасма з викружками. В минулому була здійснена стабілізація зовнішніх стін нави, про що свідчать вертикальні стяжки. На маківках церкви збереглися оригінальні, вишукано орнаментовані металеві хрести.
Колористична гама (2009 - 2016 рр.) складалася з світло-голубих стінових площин, синіх декоративних пілястр на зовнішніх та внутрішніх кутах, світло-сірого покрівельного матеріалу на дахах та банях. На меморіальній таблиці, встановленій на стіні храму, вказана помилкова дата будівництва (1747 р.)

## Світлини

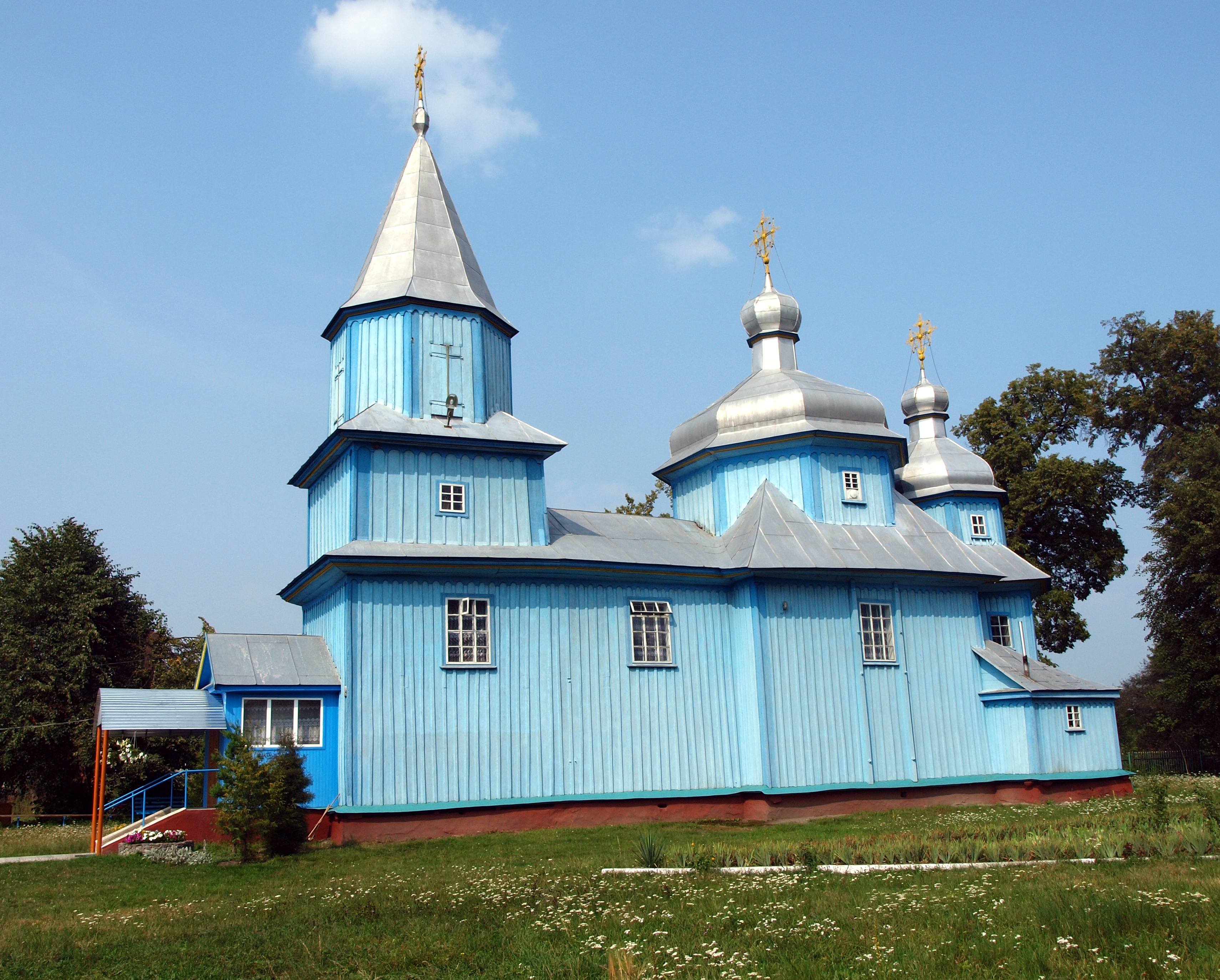
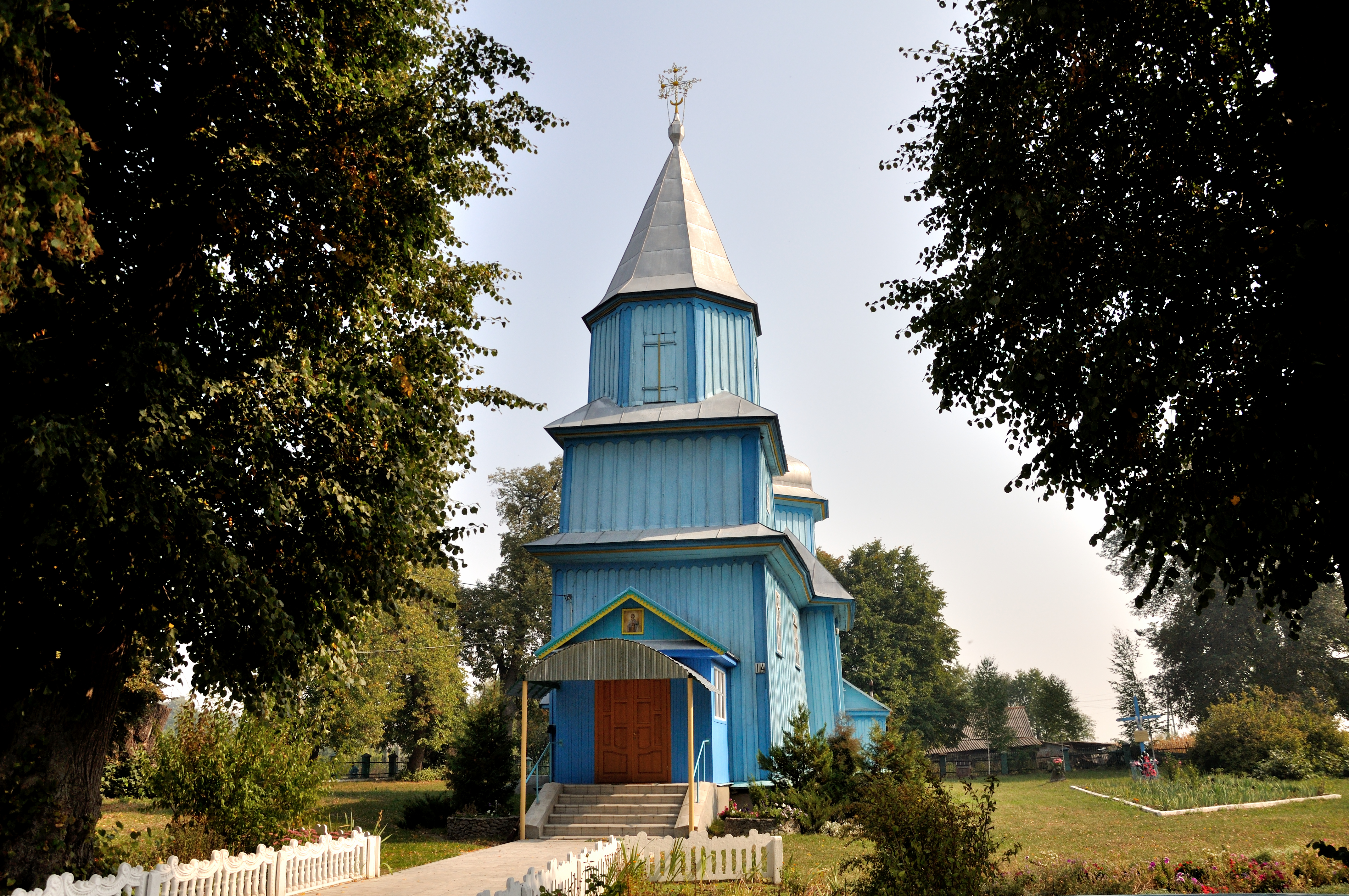

## Див.також
- Церква на Електронній карті спадщини дерев'яного церковного зодчества Рівненської області.
- Пам'ятки архітектури національного значення Рівненської області